# 1967年のテレビ (日本)
1967年のテレビ（1967ねんのテレビ）では、1967年（昭和42年）の日本におけるテレビジョン放送全般の動向についてまとめる。

## 主なできごと
民放UHF新局に予備免許交付開始
11月1日、民放UHF新局にこの年初めて予備免許が交付された。これにより、地方の多くの県で民放テレビが1局しか視聴できなかったのが、翌1968年から2局に増えるようになる。（「#予備免許」の項も参照）
全面カラー化に向け、カラー番組が増加し始めた年
この年は先ず、NET及びその系列局（毎日放送、九州朝日放送）が、漸くカラー放送を開始。又、前年のTBSに続き、フジテレビ、関西テレビ（フジ系）、朝日放送（当時TBS系）、静岡放送が、スタジオカラーカメラを使ったカラー番組の制作・放送を開始。更に、今までカラーテレビ中継車を使った番組制作はNHKと日本テレビ、読売テレビだけだったのがこの年からTBS、フジテレビ、関西テレビ、静岡放送で開始され、特にTBSは、ボクシングの世界タイトルマッチを中心としてカラー中継番組が一気に増加、フジテレビと関西テレビは、この年の終わり頃から競馬中継のカラー制作を開始（NHKでは前年からカラー化）、静岡放送は、大都市ではない地方局で初導入、同社の15周年記念番組を皮切りにそれを使ったカラー番組制作を開始した。
NHKでも、午後9時と正午のニュース、そして天気予報（いずれも全国放送の部分）を秋からカラー化。NHK大阪放送局でも、11月1日からローカルニュースのカラー放送及びカラーフィルムによる報道取材を開始した。更に、カラー番組の増加に伴い、この年、全トランジスター化の最新型スタジオカラーカメラを導入、8月に稼働を開始している。同カメラは、NHKが今まで使用していた真空管式のそれらに比べ、色彩感・解像度・S/N比等画質を改善し、安定度を向上させ、従来のモノクロスタジオカメラ並に小型・軽量化させたことから、このカメラはその後NHKにて数多く導入され、NHKテレビの全面カラー化への大きな礎の1つとなった。
日本に於いてのカラーでの衛星中継も開始された。最初の同中継は、前年の大晦日（1966年12月31日）からこの年始めにかけてのNHK総合の恒例の年末年始番組『ゆく年くる年』で、年始に入り日本時間の午前0時09分から、日米初のカラー衛星中継として、米ニューヨークのロックフェラーセンター前から生放送された。
放送用2インチVTRでも、1964年に発表された、従来（ローバンド）より高画質録画・再生ができる新規格のハイバンドVTRが、前年のNHK、中国放送、TBSに続き、この年数多くのテレビ局で導入を開始、カラー録画・編集に於いて性能と実用性の高さも、カラー放送の増加に貢献した（「2インチVTR」の項を参照）。
尚、この年からは、1971年にほとんど全部の番組がカラー化されるまで、毎年のようにカラー番組の増加が目立っていく様になる。全体的な傾向から見ると、先ずは、ゴールデンタイムやスポーツ中継、海外のフィルム制作番組を中心に、カラー化が進んでいる。又、全面カラー化される以前は、普段はモノクロ放送の番組でも、一部の回のみカラー放送となるケースもあった。更に民放では、カラーテレビを製造・販売している会社がスポンサーになっている番組が、いち早くカラー化されるケースが多かった。この年の一社提供番組でも、TBS『東芝日曜劇場』が一部の回にてカラー制作を開始、フジテレビ『ズバリ!当てましょう』（松下電器提供）が毎回カラー放送となっている。複数社提供番組でも、関西テレビの特撮ドラマ『仮面の忍者 赤影』のスポンサーの一社に同製造・販売会社があり、その会社の存在が番組をカラー制作にする決め手となった経緯がある（「仮面の忍者 赤影#企画経緯」の項を参照）。
テレビ番組
- 前述の通り、この年から各局でカラー番組が増加。
  - 特にNET系は4月からカラー放送を開始したことにより、『魔法使いサリー』、『特別機動捜査隊』、『皇室アルバム』（毎日放送制作）、『野生の王国』（毎日放送制作）等のフィルム・アニメ番組がカラー化された。
  - 又、NETはカラー放送開始を機に、淀川長治の映画解説による今までの『土曜洋画劇場』が日曜日に移動し、『日曜洋画劇場』となってカラー放送化（但し、モノクロ映画の場合はモノクロ放送）。淀川の解説と共に、テレビ朝日時代に渡って局の看板番組となる。淀川の死後も番組は続き、その後不定期期間も含め2017年2月12日まで放送され、映画番組としては放送期間が日本の歴史上最長を記録した。
- 6月26日、イギリス・英国放送協会（BBC）をキーステーションに、5大陸・14か国の放送局が参加した、世界初の多元衛星中継番組『われらの世界』を同時放送。日本ではNHKが参加し、同総合テレビで放送。
- 10月31日、吉田茂元首相（10月20日没）の国葬を、東京・日本武道館からNHK総合（カラー）・民放各局（モノクロ）にて中継。
- その他、以下のレギュラー番組が放送を開始。
  - NHK:『きょうの健康』、『趣味の園芸』、『NHK慈善大相撲（→ NHK福祉大相撲）』
  - NET:『象印スターものまね大合戦』
  - 中部日本放送（CBC）:『天才クイズ』

## 番組関係のできごと
1月
- 1日
  - NHK総合
    - 昨年大晦日からの恒例の年越し放送『ゆく年くる年』内で、年明けの午前0時09分から、米からの衛星（宇宙）中継の部分のみ、日米衛星中継初のカラー放送を実施。その未だ現地時間で大晦日という米からは、ニューヨーク・マンハッタン・ロックフェラーセンター前からの生中継がカラーで放送された。番組はこの部分のみカラー、他の国内中継は全てモノクロだったため、この回は番組異例の「パートカラー放送」となった。[1][2]
    - 年始特集『世界を結ぶ宇宙時代』をカラーで1時間半に渡り放送。本格的な宇宙通信時代を迎えたことから、宇宙通信開発技術の歴史的な歩みと、世界を結ぶ放送の意義を認識する為、ニューヨークからのカラー衛星中継を録画した映像を交えて放送。番組には、作家のアンドレ・モロア、ロンドン大学教授のアーノルド・J・トインビー、東大宇宙航空研究所長・宇宙開発推進本部長の高木昇、そして当時TBS社長の今道潤三がゲスト出演した。[3][4][5]
    - 大河ドラマ『三姉妹』放送開始（ - 12月24日）[3][6][7][8]。

  - TBS系、『いま世界は明ける』を放送。ニューヨーク・ロンドン・パリを結んで、衛星2段4元中継を実施。[3]
  - 日本テレビ及びTBS、この年から共に、会社会長の年頭の挨拶（日本テレビ:正力松太郎、TBS:足立正）がカラー放送となる[9]。更にTBSでは、朝6時45分の『カリフォルニアの日系農家』から『会長挨拶』『日本舞踏「女車引」』までの3番組（連続45分間）が続けてカラー放送となる[注 1][9]。同局がこれだけ複数の番組が続けてカラー放送となるのは、東京オリンピック等を除いてはこれまで例がなかった。
- 2日 - TBS系で正月演芸番組『初笑いうるとら寄席』を放送開始。当初は『初笑いウルトラ寄席』というタイトルで1月2日に放送、1972年から1月1日放送に変更しタイトルも改題、1978年より元の1月2日放送に戻り、1984年まで継続した。
- 3日
  - フジテレビ系で、プロボクシング・世界バンタム級タイトルマッチ「ファイティング原田×ジョー・メデル」を中継[12]。関東地区にて53.9%の視聴率を記録(ビデオリサーチ調べ)[13]。
  - TBS系、正月カラー番組、米CBS制作のカラーミュージカル『シンデレラ』と、『兼高かおる世界の旅』の新春カラープレゼント「太陽とドラム」を放送[12]。
- 4日 - NHK総合、『時の動き』で、フィルム構成による「公害病の周辺」を放送[14]（名古屋ではこの時間、ローカルで『新春経済放談』を放送）。[3]
- 5日 - NHK総合、『海外取材番組』で「北極圏」が放送開始（ - 2月9日、全5回。カラー放送）。[3]
- 8日 - NET（後のテレビ朝日）系で『象印スターものまね大合戦』放送開始（象印マホービン一社提供）[3]。玉置宏の司会で、1977年7月17日まで続く人気番組となる[15]。
- 10日 - NHK教育、『教養特集』で、教育テレビ放送開始8周年記念として、「社会教育における放送の役割」を放送。[3][16]
- 15日 - TBS系、『東芝日曜劇場』が10周年記念カラー放送として、『女と味噌汁 その6』（1965年から始まった連続シリーズ）を、局初のスタジオカラーカメラを使用したテレビドラマ（カラーVTR使用）として制作・放送。[17][18]
- 27日 - NHK総合、この日「インテルサットII 号系 F2（2号B）」による日米間の通信用静止衛星が開通したのを記念するカラー番組として、日米交換衛星中継による『通信用静止衛星きょう開通』を放送。番組では、東京の経団連会館とワシントンのヒルトンホテルを結び、開通式の模様を始め、米から送られた同月11日のインテルサット2号B打ち上げの模様の映像や、日米代表によるメッセージ・今日のニュースや番組等の交換を中継したりした。[3][19][20]
- 29日 - TBS系、この日行われた「第31回衆議院議員総選挙」の開票速報にて、自社で独実開発した、国産大型電子計算機による漢字式表示装置（マジック・ディスプレー）を使用[3][18]。

2月
- 4日 - NHK総合、NHK厚生文化事業団主催による、心身障がい児福祉支援のチャリティーイベント『第1回NHK慈善大相撲』（日本相撲協会後援）を、蔵前国技館からカラー中継[3][21][22]。この回はイベントの純益金840万円余を心身障害児施設に寄付した[3][21]。以後毎年恒例となり、イベント名（及び番組名）が1975年に現在の『NHK福祉大相撲』に変更したり、途中中断もあったものの再開、2025年現在もイベント及びそれに伴うテレビ番組共に継続中（同項目も参照）。
- 7日 - 日本テレビ系、初のプロボクシング衛星中継『世界ヘビー級王座統一戦 カシアス・クレイ（後のモハメド・アリ） 対 アーニー・テレル 戦』を、米テキサス州ヒューストンのアストロドームから放送。この統一戦は、衛星を通じて世界56カ国に同時中継、約1億人が見たと言われている。[3][23][24]
- 9日 - TBS系、『現代の主役』で、「日の丸」を放送（構成:寺山修司、制作:萩元晴彦）。[3]
- 11日 - フジテレビ系、商品の値段当てクイズ番組『ズバリ!当てましょう』（松下電器（後のパナソニック）一社提供）が、この日「カラーで当てましょう」という題で、フジテレビ自社制作初のスタジオカラーカメラ（&カラーVTR使用）による番組として初のカラー放送を行う[25][26][27]。尚同番組は、翌々週の25日の放送分から毎回カラー放送となる[28]。
- 12日 - TBS系、『これが世界だ』で、日本電波ニュース記者の現地取材による「北ベトナム」を放送。[3]
- 16日 - NHK総合、『海外取材番組』で、「大都市」が放送開始（ - 4月20日、全10回。カラー放送）。[3]
- 20～24日 - NET系、『木島則夫モーニングショー』で、5日間に渡りハワイから衛星中継を行う。[3]
- 26日 - TBS系、カラー報道特別番組『中国核実験の記録』（中国国営八一映画製作所撮影）を放送。同実験の映像は、中国以外では世界初公開となる。[3][29]

3月
- 1日 - この日、フジテレビの開局8周年記念の1つとして、この日の同系列の朝のワイド番組『小川宏ショー』が特別にカラーで生放送。これが、同局制作に於いて初のカラー生放送となった。この日は、1967年のパリのニューモードのファッションショーや、絵による子供の性格や知能テストの紹介等が放送された。[30]
- 3日
  - NHK総合、この日開催の『第8回NHK杯ジャンプ大会』の録画中継放送[31]に於いて、スキージャンプ競技に於いて初のカラー中継を行う。又、録画ではあったものの、北海道からの全国カラー中継もこれが初めてであった。[32][33]
  - フジテレビ系で開局8周年記念番組として、当時のフジテレビ系番組出演者による『世紀のバラエティ』をカラーで放送[34][35]。期首特番『オールスター春秋の祭典スペシャル』（1978年春 - 1982年秋）の母体となる。
- 7日 - TBS系、昨年自社の番組『おはようニッポン』で一躍人気者となったイタリアの人形ネズミ「トッポ・ジージョ」による人形劇『トッポ・ジージョ』が放送開始（ - 9月26日）。[3]
- 19日 - NHK総合、NHK学園高等学校第1回卒業式の実況中継番組『この日のために』を、東京・千葉・帯広・松山・長崎を結んで放送。[3][36][37]
- 20日 - NHK総合、『新日本紀行』がこの日の放送「南房総」にて、初のカラー放送を行う[38]。2週後の4月3日「五島列島」からは、毎回カラー放送となる[39]。
- 21日 - NHK総合にて様々な放送記念祭特集番組が放送。
  - 『日本の稲作』を放送。日本の稲作への関わりと本質等を、1965年6月から1967年2月までの長期取材を行ってまとめた60分のフィルム番組。同番組は後にベルリン農事番組コンクールに参加、黄金の穂賞を受賞した。[3][40][41]
  - カラーによるフィルムリレー『移りゆく国土』を放送。北は深い雪に覆われている北海道の宗谷岬から、鹿児島県奄美群島の沖永良部島まで、各地の春の模様やそこに生きていく人々の姿を描いた、全国20の放送局で全編カラー取材を行った番組。[42][43]
- 27日
  - NHK総合で、1956年4月14日から放送されていたクイズ番組『私の秘密』（当時はクイズコンプレックス枠『クイズアワー』内で放送）が、この日の放送をもって10年の幕を下ろす（終了時カラー放送）。なお『クイズアワー』もこの日の放送をもって廃枠になったため、残った『ジェスチャー』（終了時カラー放送）は翌4月の改編からは同月3日放送開始のバラエティコンプレックス枠『ファミリーショー』（カラー放送）に内包される（ - 1968年3月25日）。
  - NETが、1週間後に正式なカラー放送を開始する前に、翌週にカラー化する番組予告のみに於いて同放送を行う。[注 2]
    - この日は、アニメ『魔法使いサリー』で、翌週放送される第18話「パパはにせもの」の予告が、同番組初のカラーで放送された。
- 29日～4月7日 - 東京12チャンネル、毎日放送からの同時ネットで、第39回選抜高等学校野球大会の全試合を中継。[45]

4月
- 1日 - 毎日放送・九州朝日放送両局がカラー本放送を開始。[46][47][48][49]
  - この日両局で、毎日放送制作のカラー本放送開始の最初の単発番組『開幕迫るモントリオール博』が放送。[49]
  - これを受け、毎日放送ではNET系で『皇室アルバム』（3日から）、『野生の王国』（6日から）等がカラー放送となった（詳細は「#既存番組のカラー化」を参照）。[50]
- 2日
  - TBS系、『不二家の時間』にて、藤子不二雄原作によるテレビアニメ『パーマン』放送開始（ - 1968年4月14日）。[3]
  - フジテレビ系
    - 手塚治虫原作のカラーテレビアニメ『リボンの騎士』放送開始（ - 1968年4月7日、全52話）。[3]
    - タツノコプロ制作のカラーテレビアニメ『マッハGoGoGo』放送開始（ - 1968年3月31日、全52話）。
- 3日
  - NHK、新年度の番組編成を開始。
    - NHK総合
      - 連続テレビ小説『旅路』放送開始[3]。連続テレビ小説では最後のモノクロ作品となった（ - 1968年3月30日）[51][52]。
      - 健康情報番組『きょうの健康』放送開始（2025年5月現在も継続中）。[3][51][53]

    - 教育テレビ、1日18時間放送となる。[3][51]

  - NETがカラー本放送を開始[44][54]。これにより同局は4月の改編期に於いて、1週間当たり9時間15分、ゴールデンアワーの全番組の33%がカラー放送となる（いずれも毎日放送のネット分も含む）[44]。
    - これを受け、同系列のテレビアニメ『魔法使いサリー』が、NETカラー放送番組第1号として、この日の第18話「パパはにせもの」からカラー放送となる。[55]
    - 他にも、『特別機動捜査隊』が5日からカラー放送となる。[50]

  - NET系、『テレビ投書欄』放送開始（ - 10月16日。司会:入江徳郎）。[3]
  - 九州朝日放送で月～金曜帯枠のローカルニュースショー『ティータイムショー』開始（1975年3月28日に一旦終了[56]し1980年10月6日に再発足。1983年8月5日まで続く) [57]。
- 4日 - TBS系、歌謡番組『TBS歌のグランプリ』放送開始。TBS系列の5社連合に加盟している全局（TBS、北海道放送、中部日本放送、朝日放送（当時TBS系準キー局）、RKB毎日放送）による共同制作。東京のTBS Gスタジオだけでなく、共同制作をしている各局から最新情報を含めての中継も織り交ぜていた。当初はモノクロ放送だったが、TBS Gスタジオが既にカラー放送に対応していたこともあり、6月6日[58]から月1回カラー放送を実施、9月5日からは毎回カラー放送となる[59]。
- 5日 - 関西テレビ・フジテレビ系で、東映制作によるカラー特撮ドラマ『仮面の忍者 赤影』（横山光輝原作）が放送開始。日本初のカラー製作によるテレビ時代劇となった（ - 1968年3月28日）。
- 6日 - TBS系、『チャコちゃんシリーズ』第5作となる、ドラマ『チャコねえちゃん』放送開始（ - 1968年3月28日、全52回。出演:四方晴美 ほか）[3]。この第5作から、宮脇康之（現在宮脇健）演じる「ケンちゃん」が初登場し、以後1976年の『フルーツケンちゃん』まで10作に渡って『チャコちゃんシリーズ→ケンちゃんシリーズ』に出演。また家族役に佐藤英夫・高田敏江・賀原夏子が復帰する。
- 7日 - NHK総合、クラシック音楽番組『NHKコンサートホール』で、当時のソ連から来日した、「モスクワフィルハーモニー管弦楽団演奏会」（指揮:キリル・コンドラシン）の東京文化会館での公演を放送。曲目は、ロシアの大作曲家であるチャイコフスキーの代表曲の1つ、交響曲第6番「悲愴」。[3][60]
- 8日
  - NHK総合、園芸番組『趣味の園芸』放送開始（後の1991年度からは教育テレビに移行、2025年5月現在も継続中）。[3][51][61]
  - フジテレビ系、米CBS放映のカラーテレビ映画『スパイ大作戦』放送開始（ - 1973年9月27日、全171話）。[3]
  - NET系、ドラマ『白い巨塔』放送開始（ - 9月29日、全26回。原作:山崎豊子、脚本:今村文人 ほか、出演:佐藤慶・根上淳・山形勲 ほか）。[3]
- 9日
  - NHK教育、『現代科学講座』で、「情報の科学」が放送開始。経営と情報、通信と情報、コンピューター工学、社会活動と情報等、1年間に渡り全52回放送。[3]
  - TBS系「タケダアワー」のカラー特撮ドラマ『ウルトラマン』（円谷プロダクション制作）がこの日最終回（第39話）。ウルトラ兄弟の長兄・ゾフィー（CV：浦野光）が初登場。
  - NET→テレビ朝日系、淀川長治の映画解説による、今までの『土曜洋画劇場』が日曜日に移動し、この日から『日曜洋画劇場』となってカラー放送化（但し、モノクロ映画の場合はモノクロ放送）。淀川の解説共に、テレビ朝日時代に渡って局の看板番組となる。淀川の死後も番組は続き、その後不定期期間も含め2017年2月12日まで放送され、映画番組としては放送期間が日本の歴史上最長を記録した。
  - 九州朝日放送、前日（8日）に八幡市民会館で行われた、福岡県知事選の立会演説会を、県選管の不許可の方針を排して中継録画したのをこの日に1時間番組として放送。[3]
- 10日 - 東京12チャンネル（後のテレビ東京）、この日から平日18:45に海外アニメ再放送枠『マンガのくに』を開始、当初は15分枠だったが、1977年4月から30分枠に拡大、1980年3月限りで一旦休止、同年10月から国産アニメ再放送枠に変更し再スタート、1989年9月28日まで22年続く人気番組となった。
- 11日 - NHK教育、『教養特集』で、「百年の潮流」が放送開始（全13回）。[3]
- 14日 - NHK総合、ドイツの「バイロイト音楽祭」初の海外公演が日本で実施、同音楽祭世界初のテレビ放送として、『バイロイト・ワーグナー・フェスティバル』を放送。内容は、大阪フェスティバルホールでモノクロ高感度カメラを使用して収録した、ワーグナー作曲の楽劇『トリスタンとイゾルデ』のハイライトで、 ピエール・ブーレーズ指揮、NHK交響楽団 ほかによる演奏[3][62]。尚同公演の全曲は、教育テレビで同月16日（第1・2幕）・23日（第3幕）の2回に渡って放送された[63][64]。
- 16日
  - NHK総合、『報道特集』で、前日投票が行われた東京都知事選で社会・共産推薦の美濃部亮吉が当選したことを受け、「革新都知事の登場と日本の政治」と題して放送。番組には、田中角栄（自民党）・江田三郎（社会党）・大宅壮一（ジャーナリスト）らが出演した。[3][65]
  - NETで放送していた医療情報番組『話題の医学』（NET：1960年6月 - 1967年3月31日）が放送局を東京12チャンネルへ移籍しこの日放送開始、50年近く続く長寿番組となる（ - 2016年12月25日）。
- 20日 - 飛行機の日ソ共同運航が開始。これを受け、NHK総合が『特別番組 - 日ソ空の新時代』を、TBS系が特別番組『ソビエトから初の5元宇宙中継 - いま結ぶモスクワ・東京』を放送。共に日ソ共同運航による日航一番機のモスクワ到着を衛星中継した。これはまた、東欧圏から日本への初の同中継でもあった。[3][66][67][68]
- 26日 - TBSが初代6号中継車（カラー仕様）を導入（カメラには、前年Gスタで導入されたのと同じフィリップス社製(型番:PC-60)のカラーカメラを4台使用）。導入日当日にこの中継車を使い、自系列で、川崎球場からのプロ野球ナイター中継「大洋 対 巨人」をカラーで放送。これを機に、自社でのカラー中継車を使った番組制作を、本格的に始める。[17][69][70]
- 27日 - NHK総合、『海外取材番組』で「東南アジアの農業開発」が放送開始（ - 6月8日、全7回。カラー放送）。[3][71]
- 28日 - NHK総合、「モントリオール万国博覧会」が日本時間のこの日から開幕するのを受け、普段朝6時の放送開始時間を早めて、朝5時30分から特別番組『幕あける万国博覧会 ～カナダ・モントリオールから（衛星）中継～』を放送。[3][72][73]
- 30日 - TBS、前述の初代6号中継車の導入を受け、プロボクシング中継のカラー放送を本格的に開始。この日は自系列にて『東芝日曜劇場』をお休みして、世界ジュニアウェルター級タイトルマッチ「サンドロ・ロポポロ 対 藤猛」の試合を、蔵前国技館からカラーで中継[3][18][74][75][76]。試合は藤がロポポロを2Rでノックアウト（KO）勝ち。試合後のTBSのインタビューで、ハワイ生まれで日系3世の藤は、片言の日本語で『オカヤマのおバアちゃん、（僕が勝った瞬間を）見てる？』『ヤマトダマシイ』等のコメントをし、これが当時の流行語になった（彼の項目も参照）[77]。この中継は関東地区にて39.9%の視聴率を記録した(ビデオリサーチ調べ)[13]。

5月
- 3日 - NHK総合、憲法記念日特集として、『「土地の私権はどこまで制限できるか」 ―憲法第29条と社会の要請―』を1時間半に渡って放送。番組には田中角栄・江戸英雄・幾代通が出演した。[3][78]
- 4～5日 - NHK総合、ゴールデンウィーク特番の1つとして、フィルム構成による『ドキュメンタリー特集』を2夜に渡って放送。4日は、角膜移植で開眼した女性の記録「開眼」を放送（後にこの番組はテレビABU賞を受賞する）[3][79]。5日は、「鳥はなぜ戻らない」を放送[80]。
- 13日 - NET、『バレーボール・日本リーグ』を中継。[3]

6月
- 15日 - TBS系、プロボクシング・世界ジュニアライト級タイトルマッチ「フラッシュ・エロルデ×沼田義明」を、蔵前国技館からカラーで中継[81]。関東地区にて48.5%の視聴率を記録(ビデオリサーチ調べ)[13]。
- 26日 - NHK総合、イギリス・英国放送協会（BBC）をキーステーションに、NHKを含め5大陸・14か国の放送局が参加した世界初の多元衛星中継番組『われらの世界』を放送。午前3時55分から6時3分まで同時放送した。[3][82][83]

7月
- 1日 - NHK総合、この日から、毎日19時半台の全番組（この月からカラー化された『ある人生』、『現代の映像』を含む）がカラー放送となる。[3][84]
- 3日 - TBS系「ブラザー劇場」でSFファンタジーホームドラマ『コメットさん』（九重佑三子主演）が放送開始（4ヶ月後の11月13日（第20回）放送分からカラー化、1968年12月30日終了）。1978年には大場久美子主演でリメイクされている。
- 4日 - フジテレビ系 プロボクシング・世界バンタム級タイトルマッチ「ファイティング原田×ベルナルド・カラバロ」を中継。関東地区にてこの年のボクシング中継としては最高の57.0%の視聴率を記録(ビデオリサーチ調べ。この年の総合視聴率でも第2位)[13]。
- 13日 - フジテレビ系、『小川宏ショー』にて、「全国指名手配犯人公開捜査」を放送。これによって、放送の2日後に1人逮捕された。[3]
- 26日 - 中部日本放送（後のCBCテレビ）が、敷島製パン一社提供によるクイズ番組『天才クイズ』が放送開始（中京ローカル、 - 2004年9月25日）。[注 3][86]

8月
- 2～24日 - フジテレビ系『小川宏ショー』が、この期間中「夏休み子ども特集」を編成。[87]
- 10日 - NHK総合、『海外取材番組』で「教育の時代」が放送開始（ - 9月28日、全7回。カラー放送）。[3]

9月
- 2日 - NHK、第5次イタリア歌劇団公演が、この日から同月23日まで実施。この日の初日公演「ヴェルディ作曲 歌劇『ドン・カルロ』全曲」を、NHK総合のゴールデンタイムの時間帯にカラーで即日録画放送[88]。尚同歌劇団公演は、この年の公演から全てカラー収録による放送となり、撮影には、高感度カラーカメラ(マルチアルカリ光電面使用イメージオルシコン)が使用された。[3][89]
- 10日 - NHK総合、この日の「大相撲秋場所」の初日の中継から、リプレイにカラー・スローモーションVTRの使用を開始。[3]
- 24日 - TBS系「東芝日曜劇場」のカラー第2作『おたふく物語』（森光子主演）が、TBS初のカラー時代劇として放送。[90]
- 26日 - 読売テレビ・日本テレビ系で長谷川町子原作のホームコメディドラマ『意地悪ばあさん』（主演：青島幸男→古今亭志ん馬 (6代目)→高松しげお）放送開始（ - 1969年9月25日）[3]。1981年にはフジテレビ系で青島主演によりリメイクされた。

10月
- 1日
  - TBS系「タケダアワー」で円谷プロ制作の特撮ドラマ『ウルトラシリーズ』の第3弾『ウルトラセブン』放送開始（カラー放送。全48話[注 4] - 1968年9月8日）。
  - RKB毎日放送をはじめJNN九州6局[注 5]でローカルドキュメンタリー『九州再発見』開始[3]。九州電力が利益の地域社会還元を企図[91]。後年のJNN九州ブロックネット番組[注 6]の礎となる。
- 7日 - TBS系土曜19時30分枠で、ロート製薬一社提供・大橋巨泉主演のコメディドラマ『こりゃまた結構』放送開始（ - 12月30日）[注 7]。以後、巨泉は同枠でロート製薬提供の『お笑い頭の体操』→『クイズダービー』の司会を務め、1990年3月に卒業するまで22年間にわたってTBSの土曜夜の顔として親しまれてきた。
- 12日 - 日本テレビ系で、スイスの「シュミットプロ」が開発した特殊テレビカメラを使う生放送公開射的ゲーム番組『みんなで当てよう ゴールデン・ショット』放送開始。だが海外の人気にもかかわらず日本では人気が出ず、1ヶ月後の11月23日より音楽番組を取り入れた『大爆発!ダイナマイトサウンズ』へ変更したが、それでも盛り返せず、通算2ヶ月で打ち切られた。
- 21日 - 関西テレビがカラー中継車の稼働を開始。自社制作・フジテレビ系の全国ネット番組「プロ野球日本シリーズ「阪急×巨人」の第1戦を西宮球場から全国30局ネットでカラー独占生中継（同月22日の第2戦（全国10局ネット）、28日の第6戦（全国22局ネット）も同球場から同系列にてカラー生中継）。[92]
- 30日 - TBS系で報道特番『ハノイ -田英夫の証言-』をカラー放送。ベトナム戦争が激しくなる中、TBSは7月、日本のテレビとして北ベトナムに初めて取材班を送った。1ヶ月にわたり北ベトナムを見てきた田が自分の取材した結果をスタジオから伝える内容だったが、北ベトナムの表情を「微笑みを浮かべて戦っていた」と田が報告したことに論議を呼ぶ。11月7日、自民党がTBSの今道潤三社長（当時）に抗議した。[注 8][3]
- 31日 - 吉田茂元首相（10月20日没）の国葬が東京・日本武道館（千代田区北の丸）で催され、NHK・民放各局で特別番組を編成[3]。NHK総合はカラーで、民放はモノクロで中継放送した[注 9][94][95]他、フジテレビではこの日の全番組をCMなしで放送した[3][96]。
- 財団法人・民間放送教育協会の初の制作番組として、文部省委託の消費者教育番組『かしこい消費者』を放送。

11月
- 1日 - 静岡放送、導入したばかりのカラー中継車を初めて使用して、開局15周年記念番組を、静岡市の静岡駿府会館（後の静岡市民文化会館）からカラー中継[注 10][97]。大都市ではない地方局のローカル番組に於けるカラー中継車を使った番組は恐らくこれが初めて。
- 4日 - フジテレビ系で、日本初の単発特別番組枠『テレビグランドスペシャル』放送開始（ - 1968年3月、1970年4月 - 1972年9月）。記念すべき第1回は『オールスター紅白大運動会』。
- 12日 - 関西テレビ・フジテレビ系列、先月から稼働開始したカラー中継車を使い、『競馬中継』でのカラー放送を重賞レースを中心に開始（この日は京都競馬場からの『第28回菊花賞』の中継）。[98][99][100]
- 16日 - TBS系、プロボクシング・世界ジュニアウェルター級タイトルマッチ「藤猛×ウイリー・クワルトーア」を、蔵前国技館からカラーで中継[101]。関東地区にて47.9%の視聴率を記録(ビデオリサーチ調べ)[13]。
- 26日 - TBS系「東芝日曜劇場」のカラー第3作『鳥が…』が放送[102]。芸術祭奨励賞を受賞する[103]。
- 28日 - 関西テレビ・フジテレビ系、自社のスタジオ収録では初のスタジオカラーカメラによる制作番組の単発カラードラマ『そしてあしたは』（昭和42年度芸術祭参加番組）を放送[104]。

12月
- 14日
  - TBS系、プロボクシング・世界ジュニアライト級タイトルマッチ「沼田義明×小林弘」を、蔵前国技館からカラーで中継[105]。関東地区にて41.9%の視聴率を記録(ビデオリサーチ調べ)[13]。
  - TBS系で前年放送された特撮ドラマ『ウルトラQ』の再放送（関東ローカル）で、幻のエピソードだった『あけてくれ!』を初放送（通算第28話）[注 11]。
- 16日 - TBS系で『第9回日本レコード大賞』の模様を生中継。大賞はジャッキー吉川とブルーコメッツの「ブルー・シャトウ」。
- 17日 - TBS系(当時)・朝日放送が、この日放送の『てなもんや三度笠』第294話「熱田の絵師」にて、自社制作において初のスタジオカラーカメラ（カラーVTR使用）による番組を制作・放送。[注 12][106][107][108]
- 24日 - フジテレビ系、この日の『競馬中継』（中山競馬場からの『第12回有馬記念』の中継）で、前月の関西テレビに続き、フジテレビの自社制作において、競馬中継初のカラー中継を開始[109][110]。これを機に、フジテレビでの中山・東京の各競馬場からの中継では、毎週カラー放送となる。
- 30日 - NHK総合、年末にその1年間のニュースをダイジェストにして振り返る『ニュースハイライト』が、この年の『1967年ニュースハイライト』からカラー化。[111]
- 31日 - NHK総合、『第18回NHK紅白歌合戦』放送（カラー）[111]。平均視聴率76.7%（関東地区、ビデオリサーチ調べ）[112]。

## その他テレビに関する話題
- 2月20日 - NHK徳島放送局、UHF大電力放送の技術上の諸問題について実験、調査を行うため徳島教育テレビジョン実験局開局。日本初のUHF大電力局（第38チャンネル、映像出力最大30kW、空中線は双ループ16面3段、全方向、水平偏線）[3][113]。7月26日、電波技術審議会は実験結果のデータを総合して大電力のUHFの送受信とも技術的には可能、と答申。UHF親局免許を可能とした。翌年2月20日に本放送開始[114]。
- 3月23日 - NET、カラー放送化の為の郵政省（関東電波管理局）の落成検査に合格（本免許取得）。3日後の26日にマスターのカラー化工事を完成・火入れ式を施行[44]。翌日には番組予告のみのカラー放送を開始。
- 4月1日
  - ラジオ中国（RCC、広島県）が社名を中国放送に変更[3][115][116]。
  - 毎日放送(MBS)、九州朝日放送(KBC)、高知放送がカラー放送を開始。[46][47][48][117]
- 4月3日 - NET、カラー本放送を開始（在京民放局では4局目）。[3][44][54]
- 4月10日 - 経営悪化のため前年から放送時間を5時間半に短縮していた東京12チャンネル（後のテレビ東京）が営業活動を再開、放送時間を9時間に拡大。番組は在京キー局やNHKから調達。翌日からはプロ野球ナイター中継を開始。6月5日には11時間40分、10月2日には15時間となる。[3][116]
- 6月10日 - 任意団体・民間放送教育協議会（当時、NETの学校放送をネットする13社が加盟。1961年6月21日設立）が、文部省（後の文部科学省）の認可により、財団法人・民間放送教育協会（民教協。後に公益財団法人）として再発足（事務局はNET内に置く。加盟32社に）。[注 13][3]
- 6月20日 - 山陰放送がカラー放送を開始。[119]
- 8月1日 - NHK、カラー番組の増加に伴い、全トランジスター化の最新型スタジオカラーカメラの初運用を、先ず放送センターのT-605スタジオにてこの日から開始。最新型のそれは、今までの真空管式のそれらに比べ、色彩感・解像度・S/N比等画質を改善し、安定度を向上させた。[120]
- 9月13日 - 琉球立法院、沖縄放送協会設立法案を与党単独で可決。23日、初代会長に琉球放送常務川平朝清の任命を決定。10月2日、沖縄の公共放送として正式発足。12月22日に宮古、12月23日に八重山で放送開始。[3][121][122] [注 14]
- 10月1日 - 山口放送がカラー放送を開始。東京12チャンネルと沖縄2社（沖縄テレビ放送・琉球放送）を除く民放全社でカラー放送実施。[3][91]
- 11月1日 - 郵政省、テレビ1640局に再免許、UHF新局15社16局に予備免許。[3]
  - この日をもって札幌テレビ、読売テレビ、毎日放送が準教育局から総合局となる。[3][96]
  - 総合番組局には教育・教養番組を30%以上[3]、又、主要な会見・イベント等は、NHKが民放と共に代表取材として編成するよう、電波法により条件付ける。
- 11月14日 - 郵政省、東京12チャンネルに従来認めなかった娯楽番組を認める（全体の20%）。[3][96]

## 商号変更
- 4月1日 - ラジオ中国→中国放送（ラテ兼営局で正式社名に“ラジオ”を付けていた最後の局。）[3][115][116]

## 既成局のカラー放送開始
- 4月1日
  - 毎日放送(MBS)テレビ[46][47]
  - 九州朝日放送テレビ[48]
  - 高知放送テレビ[117]
- 4月3日 - 日本教育テレビ(NETテレビ)（日付は放送局の公式記録による）[注 2][3][44][54]
- 6月20日 - 山陰放送テレビ[119]
- 10月1日 - 山口放送テレビ(沖縄を除き、既成の地方民放局では最後のカラー放送開始)[3][91]

## UHF親局初の予備免許
当時の郵政省による「テレビジョン放送用周波数の割り当て計画」の大幅修正により、UHFのうち、従来中継局のみ使用している第45チャンネルから第62チャンネルに加え、親局用として第33チャンネルから第44チャンネルの使用が新たに開放、同一地区内のUV混在と広域放送圏内の民放県域局開設を認めた（10月13日）。これによりUHF第1次チャンネルプランで新規UHF局の予備免許が下りる。なおこの時のテレビ単営民放については、“JO*H”のパターンで揃えられた。
予備免許が下りた日及び主な局は、以下の通り。同一市区町村内で移転した場合は現所在地（2025年時点）の記述を略す。
| 放送対象地域 | 呼出符号 | 交付時社名                                 | 本社所在地           | 備考                                                      |
| ------------ | -------- | ------------------------------------------ | -------------------- | --------------------------------------------------------- |
| 北海道       | JOHH-TV  | 北海道テレビ放送株式会社                   | 札幌市豊平区         | 現所在地：同市中央区                                      |
| 長野県       | JOLH-TV  | 株式会社長野放送                           | 長野市               |                                                           |
| 新潟県       | JONH-TV  | 株式会社新潟総合テレビ                     | 新潟市（中央区）     | 後の社名：株式会社NST新潟総合テレビ                       |
| 富山県       | JOTH-TV  | 富山テレビ放送株式会社                     | 富山市               |                                                           |
| 石川県       | JOIH-TV  | 石川テレビ放送株式会社                     | 金沢市               |                                                           |
| 静岡県       | JOQH-TV  | 株式会社静岡ユー・エッチ・エフテレビ       | 静岡市（駿河区）     | 後の社名：株式会社テレビ静岡                              |
| 静岡県       | JORH-TV  | 株式会社静岡ユー・エッチ・エフテレビ       | 静岡市（駿河区）     | 同上、浜松局に対する交付                                  |
| 中京広域圏   | JOCH-TV  | 中京ユー・エッチ・エフ・テレビ放送株式会社 | 愛知県名古屋市昭和区 | 後の社名：中京テレビ放送株式会社。 現所在地：同市中村区   |
| 岐阜県       | JOZF-TV  | 株式会社ラジオ岐阜                         | 岐阜市               | 後の社名：株式会社岐阜放送                                |
| 三重県       | JOMH-TV  | 三重電波放送株式会社                       | 津市                 | 後の社名：三重テレビ放送株式会社                          |
| 京都府       | JOBR-TV  | 株式会社近畿放送                           | 京都市中京区         | 後の社名：株式会社京都放送。 現所在地：同市上京区         |
| 兵庫県       | JOUH-TV  | 兵庫テレビ放送株式会社                     | 神戸市長田区         | 後の社名：株式会社サンテレビジョン。 現所在地：同市中央区 |
| 岡山県       | JOOH-TV  | 岡山放送株式会社                           | 岡山市（北区）       |                                                           |
| 香川県       | JOVH-TV  | 株式会社新日本放送                         | 高松市               | 後の社名：株式会社瀬戸内海放送                            |
| 佐賀県       | JOSH-TV  | 佐賀放送株式会社                           | 佐賀市               | 後の社名：株式会社サガテレビ                              |
| 鹿児島県     | JOKH-TV  | 鹿児島テレビ放送株式会社                   | 鹿児島市             |                                                           |

| 放送対象地域 | 呼出符号 | 業態 | 交付時社名               | 本社等所在地               | 備考                         |
| ------------ | -------- | ---- | ------------------------ | -------------------------- | ---------------------------- |
| 徳島県       | JOXB-TV  | NHK  | 徳島教育テレビジョン     | 徳島市                     | 実験局を減力して実用化       |
| 香川県       | JOHP-TV  | NHK  | 高松（総合）テレビジョン | 高松市                     |                              |
| 香川県       | JOHD-TV  | NHK  | 高松教育テレビジョン     | 高松市                     |                              |
| 佐賀県       | JOSP-TV  | NHK  | 佐賀（総合）テレビジョン | 佐賀市                     |                              |
| 佐賀県       | JOSD-TV  | NHK  | 佐賀教育テレビジョン     | 佐賀市                     |                              |
| 長崎県       | JOWH-TV  | 民放 | 株式会社テレビ長崎       | 長崎市                     |                              |
| 熊本県       | JOZH-TV  | 民放 | 熊本中央テレビ株式会社   | 仮事務所：熊本市（中央区） | 後の社名：株式会社テレビ熊本 |

## 視聴率
（関東地区、ビデオリサーチ調べ）
1. 第18回NHK紅白歌合戦（NHK総合、12月31日）76.7%
2. プロボクシング・世界バンタム級タイトルマッチ「ファイティング原田×ベルナルド・カラバロ」（フジテレビ、7月4日）57.0%
3. 連続テレビ小説 おはなはん（NHK総合、1月19日）55.7%
4. プロボクシング・世界バンタム級タイトルマッチ「ファイティング原田×ジョー・メデル」（フジテレビ、1月3日）53.9%
5. 連続テレビ小説 旅路（NHK総合、10月7日）52.9%
6. ゆく年くる年（NHK総合、12月31日）49.0%
7. プロボクシング・世界ジュニアライト級タイトルマッチ「フラッシュ・エロルデ×沼田義明」（TBS、6月15日）48.5%
8. プロボクシング・世界ジュニアウェルター級タイトルマッチ「藤猛×ウイリー・クワルトーア」（TBS、11月16日）47.9%
9. ニュース（台風22号関連）（NHK総合、9月13日 7:00-7:20）44.4%
10. - 即日開票をかえりみて（第31回衆議院議員総選挙）（NHK総合、1月30日）43.5%
  - カメラリポート（NHK総合、9月13日）43.5%
11. スタジオ102（NHK総合、9月13日）43.2%
12. ウルトラマン（TBS、3月26日）42.8%
13. プロボクシング・世界ジュニアライト級タイトルマッチ「沼田義明×小林弘」（TBS、12月14日）41.9%
14. ザ・ガードマン（TBS、9月22日）40.5%
15. てなもんや三度笠（TBS、1月1日）40.4%
16. プロボクシング・世界ジュニアウェルター級タイトルマッチ「藤猛×サンドロ・ロボポロ」（TBS、4月30日）39.9%
17. 即日開票当選者当確者写真紹介（第31回衆議院議員総選挙）（NHK総合、1月30日 7:20-8:00）39.0%
18. メキシコ国際スポーツ大会フラッシュ（NHK総合、10月28日 8:05-8:13）38.1%
19. - 新春スターかくし芸大会（フジテレビ、1月1日）37.5%
  - ひょっこりひょうたん島（NHK総合、10月23日）37.5%

## テレビ番組

### テレビドラマ
NHK
- 大河ドラマ 三姉妹（出演：岡田茉莉子、藤村志保、栗原小巻、山﨑努 他）
- 連続テレビ小説 旅路（主演：日色ともゑ、横内正） - 朝ドラでは最後のモノクロ作品（翌年からカラー化のため）。
- 文五捕物絵図

日本テレビ系
- 二人だけの祭（カラー）[125]
- エプロンおばさん（主演：藤村有弘）
- あいつと私
- ローンウルフ 一匹狼（主演：天知茂）
- 遠山の金さん（主演：六代目市川新之助）
- ある日わたしは（カラー）[126]
- うちのヨメはん（カラー）[126]
- グリーン・ホーネット（カラー）- 米作品[125]
- 0022アンクルの女（カラー）- 米ABC作品[126]
- ジャングルパトロール（カラー）[126]
- ポールブライアン（原題:Run for Your Life）（カラー）（よみうりテレビ）- 米NBC放映作品[127]

TBS系
- 太陽のあいつ（カラー）[128]
- 三木のり平のおお!ポン人（主演：三木のり平）
- 青島幸男のおお!ながら君（主演：青島幸男）
- レモンのような女（主演：岸恵子）
- 愛妻くんこんばんは（出演：長門勇 他）
- ちょっとまってパパ（主演：江利チエミ）

フジテレビ系
- おーい!わが家（主演：八代目松本幸四郎）
- 青春（主演：関口宏）
- 眠狂四郎
- 市子と令子（第1シリーズ）（主演：梓みちよ、十朱幸代）
- なかよし（出演：倍賞千恵子、栗原小巻、佐藤オリエ、山本圭 他）
- スパイ大作戦（カラー） - 海外作品
- うどん（関西テレビ） - 最終回視聴率49.3%（関西地区）を記録。
- そしてあしたは（カラー）（関西テレビ）- 11月28日。関西テレビの自社スタジオでは初のスタジオカラーカメラによる制作番組。昭和42年度芸術祭参加。[104]

NETテレビ系
- 俺は用心棒
- 白い巨塔（主演：佐藤慶）
- すてきなアン - 海外作品[注 19][129]
- 鞍馬天狗（毎日放送）
- ターザン（カラー） - 海外作品[50]
- キャット（カラー）（毎日放送） - 海外作品[50][130]

### 子供向けドラマ
NHK
- 高校生時代

日本テレビ系
- 意地悪ばあさん (テレビドラマ)（主演：青島幸男）（よみうりテレビ）[131]

TBS系
- 窓からコンチワ（出演：大橋巨泉 他）
- こりゃまた結構（出演：大橋巨泉 他）
- チャコねえちゃん（主演：四方晴美、宮脇康之）
- 負けたらあかんぞ!（朝日放送）（主演：大村崑）
- ドタンチ親子（朝日放送）（主演：長門勇、白木みのる）

フジテレビ系
NETテレビ系
- あまから太閤記（毎日放送）
- おれの太陽

### テレビアニメ
- 冒険少年シャダー（カラー）（日本テレビ）[126]
- 日曜まんが劇場（日本テレビ） - 劇場アニメ分割放送枠[126]
- キャプテン・ファドム（カラー）（日本テレビ） - 米作品[126]
- 黄金バット（カラー）（よみうりテレビ）[132][133]
- パーマン（TBS）
- 冒険ガボテン島（TBS）
- スカイヤーズ5（TBS）
- 悟空の大冒険（カラー）（フジテレビ）
- マッハGoGoGo（カラー）（フジテレビ）
- リボンの騎士（カラー）（フジテレビ）
- ドンキッコ（フジテレビ）
- ちびっこ怪獣ヤダモン（フジテレビ）
- おらぁグズラだど（フジテレビ）
- ピュンピュン丸（第1期 第12話まで[注 20]）（カラー）（NETテレビ）
- 宇宙怪人ゴースト（カラー）（NETテレビ） - 海外作品[50]
- キングコング（カラー）（NETテレビ） - ビデオクラフト社と東映動画による日米合作[50]
- 001/7親指トム（NETテレビ）- ビデオクラフト社と東映動画による日米合作
- スーパースリー（NETテレビ） - 海外作品
- かみなり坊やピッカリ・ビー（毎日放送）

### 特撮番組
- キャプテンウルトラ（カラー）（TBS）
  - 出演：中田博久、小林稔侍 他
- 仮面の忍者 赤影（カラー）（関西テレビ）
  - 出演：坂口祐三郎、牧冬吉、金子吉延
- 神州天馬侠（朝日放送）
  - 主演：黒田賢
- コメットさん（11月13日放送回（第20話）からはカラー）（TBS）
  - 主演：九重佑三子
- 光速エスパー（カラー）（よみうりテレビ） - 東芝一社提供[126][131]
  - 出演：三ツ木清隆 他
- 忍者ハットリくん+忍者怪獣ジッポウ（NETテレビ）
  - 出演：市村俊幸、関千恵子、江原一哉、松坂慶子、左卜全、水谷克之、熊倉一雄、丸山裕子 他
- ウルトラセブン（カラー）（TBS）
  - 出演：森次晃嗣、菱見百合子（後のひし美ゆり子）、中山昭二、石井伊吉（後の毒蝮三太夫）、古谷敏、阿知波信介 他
- 怪獣王子（カラー）（フジテレビ）[134]
  - 出演：及川広信、北浦昭義、フランツ・グルーバー 他
- ジャイアントロボ（NETテレビ）
  - 出演：金子光伸 他
- タイムトンネル（カラー）（NHK総合） - 米20世紀フォックステレビ制作（米ABC放映）[135]
- 原潜シービュー号 海底科学作戦 （東京12チャンネル） - 海外作品
- インベーダー 第1シーズン（カラー）（NETテレビ） - 海外作品[136]
- 宇宙家族ロビンソン 第2シーズン（TBS） - 海外作品

### バラエティ番組
- ファミリーショー（カラー）（NHK）[137]
- 昭和とんちんかん（日本テレビ）
- ゴールデン・ショット→大爆発!ダイナマイトサウンズ（日本テレビ）[126]
- レ・ガールズ（カラー）（日本テレビ）[126]
- 土曜日の恋人（カラー）（日本テレビ）[126]
- トップスター ファンファンショー（よみうりテレビ）
- スターもびっくり ものまね大行進（よみうりテレビ）
- カアちゃんがんばれ（よみうりテレビ）
- ドリフターズドン!（TBS）
- 植木等ショー（7月6日開始。10月5日よりカラー化[138]）（TBS）
- マイ・チャンネル!（朝日放送）
- スター芸能大会→対抗・スターかくし芸（フジテレビ）
- しろうと芸能大賞（フジテレビ）
- 万国びっくりショー（フジテレビ）
- お笑い世論調査（フジテレビ）
- 爆笑ヒットパレード（フジテレビ）
- 演芸スターショー（NETテレビ）
- 凸凹モンタージュ合戦（NETテレビ）
- 演芸まんがショー（毎日放送）
- トクホンイブニングショー おしどり作戦（毎日放送）
- 街ぐるみワイドショー（東京12チャンネル）

### 演芸番組
- お笑いモダン亭（カラー）（日本テレビ）[126]

### クイズ番組
- みんなでホームラン（カラー）（NHK総合）[139]
- 爆笑大学 ただ今授業中（朝日放送）
- インスピレーションクイズ（NETテレビ）
- ファミリー・クイズ（毎日放送）
- 天才クイズ（中部日本放送）[86]

### 音楽番組
- 音楽の花ひらく（カラー）（NHK総合）[140]
- ひるの軽音楽（カラー）（NHK総合）[141]
- ひるの民謡（カラー）（NHK総合）[142]
- だんいくまポップスコンサート（日本テレビ）[125]
- クローズアップショー 今宵のスター（カラー）（日本テレビ）[125]
- クラウン 山田太郎と共に（日本テレビ）[126]
- 歌う仲間たち（カラー）（日本テレビ）[126]
- TBS歌のグランプリ（4月4日開始。6月6日[58]、7月11日[143]、8月22日[144]、及び9月5日以降はカラー[59]。）（TBS）
- チエミとともに（TBS） - 『ちょっとまってパパ』開始までのつなぎ番組
- 歌のバカンス（TBS）
- 7時だ、とび出せ!!（TBS）
- ビクター ゴー・ゴー!ゴー!!（隔週カラー）（TBS）
- コンビでいこう!（朝日放送）
- 若さで歌おう ヤアヤアヤング!（フジテレビ）
- 今週のヒット速報（フジテレビ）
- リッカー スクラム歌合戦（フジテレビ）
- ダークです・うたいます・うたの心を（毎日放送）
- NHK第5次イタリア歌劇団公演（カラー）（NHK総合及び教育）[89]

### 芸能番組
- 古典芸能鑑賞（カラー）（NHK教育）[145]

### トーク番組
- おしゃれジョッキー（カラー）（日本テレビ）[125]
- わらいえて芸能百年史→芸能わらいえて 目で見る百年史（毎日放送）

### ドキュメンタリー番組
- あすをひらく（NHK総合）
- 九州再発見（RKB毎日放送・長崎放送・熊本放送・大分放送・宮崎放送・南日本放送 / JNN九州ブロック）

### 紀行番組
- 瀬戸内海・観光編シリーズ（カラー）（中国放送）- 中国放送初のカラーフィルムによる自社制作番組[146]

### 趣味・教養番組
- 女性手帳（NHK総合）[147]
- 日本の美（カラー）（NHK総合）[148]
- きょうの健康（NHK教育→NHK Eテレ）[53]
- 趣味の園芸（NHK教育→NHK Eテレ）[61]
- 藤原弘達の見た世界の青年（カラー）（日本テレビ）[125]

### 報道・情報・ワイドショー番組
- 園井啓介セブンショー→セブンショー（フジテレビ）
- NET（→ANN）夜のワイドニュース（NETテレビ）
- ティータイムショー（九州朝日放送）

### 子供向け番組
- 木馬座と遊ぼう（カラー）（日本テレビ）[126]
- （チャオ!）トッポ・ジージョ（TBS）
- ちびっこNo.1（NETテレビ）

### 映画番組
- 火曜映画劇場（フジテレビ）
- 日曜映画劇場（第1期）（フジテレビ）
- 日曜洋画劇場（カラー）（NETテレビ→テレビ朝日）※曜日移動→改題[50]

### 単発特別番組枠
- テレビグランドスペシャル（第1期）（フジテレビ）

### 特別番組
- 初笑いウルトラ寄席（TBS） - 1月2日。第1回[注 21]
- カラーミュージカル「シンデレラ」（カラー）（TBS） - 米CBS制作。1月3日。[12]
- 報道特別番組『中国核実験の記録』（カラー）（TBS） - 2月26日（中国国営八一映画製作所撮影）[29]
- 世紀のバラエティ（カラー）（フジテレビ） - 3月3日[34][35]
- フィルムリレー「移りゆく国土」（カラー）（NHK総合） - 3月21日（全国20の放送局がカラー取材した、フィルムリレー番組）[42]
- 開幕迫るモントリオール博（カラー）（毎日放送）- 4月1日（毎日放送及び九州朝日放送初のカラー放送番組）[49]
- こどもと家庭におくる夕べ（カラー）（NHK総合） - 5月5日 こどもの日特集[149]
- われらの世界（NHK総合） - 6月25日 - 26日
- ハノイ -田英夫の証言-（カラー）（TBS） - 10月30日
- 静岡放送開局15周年記念番組（カラー）（静岡放送）- 11月1日（静岡市の静岡駿府会館から中継。自社初導入のカラー中継車を使った初中継放送番組[注 10]。）[97]
- オールスター紅白大運動会（フジテレビ） - 11月4日。第1回
- 史上最大のクイズ（フジテレビ） - 11月11日[150]
- 爆笑ベストセラー（フジテレビ） - 11月25日[150]
- 第9回日本レコード大賞（TBS） - 12月9日
- ザ・タイガース・チャリティー・ショー（フジテレビ） - 12月16日[151]
- グループサウンズのクリスマス（日本テレビ） - 12月21日[152]
- 年忘れ!グループサウンズ・フェスティバル（日本テレビ） - 12月28日[152]
- 第18回NHK紅白歌合戦（カラー）（NHK総合） - 12月31日[153]
- クレージーキャッツ1967年重大ニュース（カラー）（日本テレビ） - 12月31日[152][153]
- 1967年ヒットソングスター大行進（カラー）（TBS） - 12月31日[153]
- さよなら1967年オール・グループサウンズ大会（フジテレビ） - 12月31日[153]

### 既存番組のカラー化
年内開始番組を除く
- ゆく年くる年（NHK総合） - 去年12月31日からの放送で、この年始め（1月1日）の午前0時09分から、米ニューヨーク・マンハッタン・ロックフェラーセンター前からの衛星生中継部分のみカラー（カラーによる日米初の衛星中継）。[1][2]
- 会社会長年頭の挨拶（日本テレビ及びTBS） - この年から[9]
- 兼高かおる世界の旅（TBS）- 1月3日放送の新春カラープレゼント「太陽とドラム」[12]、そして4月2日放送分(#0344「山あいの王都」)から一部[注 22]を除き毎回カラー放送。
- 自然のアルバム（NHK総合）- 1966年度の放送（～1967年4月2日）までは随時[154]、1967年度の放送（4月9日から）以降は全面カラー化[53]。
- NHK特派員だより（NHK総合） - 6月までは随時、7月2日からは毎回カラー放送。[155][156]
- 東芝日曜劇場（TBS）- 1月15日の「女と味噌汁」を皮切りに、一部の放送回をカラー化。（この年は、他に9月24日（「おたふく物語」 同年大晦日再放送）、11月26日（「鳥が…」）がカラー放送。）
- ズバリ!当てましょう（フジテレビ） - 2月11日[26]、及び2週後の2月25日の放送分からは毎回カラー放送[28]。
- 小川宏ショー（フジテレビ） - 3月1日、フジテレビ開局8周年記念として、特別にカラーで生放送。[30]
- NHK杯ジャンプ大会（NHK総合） - この年の第8回大会（3月3日放送）から[32][33]
- 新日本紀行（NHK総合） - 3月20日「南房総」[38]、及び2週後の4月3日「五島列島」からは毎回カラー放送[39]。
- テレビ体操（NHK総合） - 4月3日より毎回。[157][158]
- こんにちは奥さん（NHK総合） - 4月3日より毎回。[137][159]
- 魔法使いサリー（NET） - 4月3日より毎回[50]。1週間前3月27日では、次週予告のみカラー化されている。
- 皇室アルバム（毎日放送） - 4月3日より毎回。[50]
- スター千一夜（フジテレビ） - 4月3日から5月8日までの毎週月曜日のみカラー化。
- ザ・ヒットパレード（フジテレビ） - 4月4日より毎回。[160]
- 生活の知恵（NHK総合） - 4月5日より毎回。[159]
- 特別機動捜査隊（NET） - 4月5日より毎回。[50]
- 野生の王国（毎日放送） - 4月6日より毎回。[50]
- かわいい魔女ジニー（毎日放送） - 4月8日（第31話）より毎回。[注 23][50][130]
- TBS自社制作のスポーツ中継 - 4月26日のプロ野球ナイター中継を皮切りに、同月30日のプロボクシング中継等随時。[注 24][17][69][161]
- ミュージックフェア（フジテレビ） - 5月1日より毎回。[162]
- ある人生（NHK総合） - 7月1日より毎回。[163]
- 現代の映像（NHK総合） - 7月7日より毎回。[164]
- おはよう・にっぽん（TBS）- 8月15日（この日は「終戦特集」）のみ
- NHKイタリア歌劇団公演（NHK）- この年の第5次公演（同初日公演及び放送は9月2日[88]）から全面カラー化。[89]
- 午後9時のニュース（NHK総合） - 10月より[165]
- 天気予報（NHK総合） - 10月より[165]
- アベック歌合戦（読売テレビ）- 10月9日に初カラー放送。以後この年は11月20日、12月11日がカラー放送。
- 関西テレビのスポーツ中継（関西テレビ（フジテレビ系全国ネット含む））- 10月21日（プロ野球日本シリーズ「阪急 対 巨人」の第1戦）から随時。[98]
- 正午のニュース（NHK総合） - 11月より[165]
- ニュースの焦点（NHK総合） - 11月1日より毎回。[159]
- 競馬中継（フジテレビ系列）- 11月12日の「菊花賞」の中継から、主要重賞を中心に随時（中山・東京の各競馬場開催では、同年12月24日の有馬記念から毎週カラー化。関西では1969年4月に毎回カラー化）[98][99][100]。
- てなもんや三度笠（朝日放送）- 12月17日(第294話:「熱田の絵師」)より毎回。[108]
- ニュースハイライト（NHK総合）- この年の『1967年ニュースハイライト』から（この年は12月30日放送）[111]
- オールスター大行進（この年は1967年ヒットソングスター大行進）（TBS） - この年の放送（12月31日）から[153]

ローカルニュースのカラー化（兼：カラーフィルムによる報道取材開始）
- 11月1日:NHK大阪放送局（当初は、午後7時と9時のニュースでの大阪ローカル部分のカラー化から開始。）[166]